# Sebastiania boliviana
Sebastiania boliviana là một loài thực vật có hoa trong họ Đại kích. Loài này được Rusby miêu tả khoa học đầu tiên năm 1920.